# أحمد نبيل (طبيب)
أحمد نبيل هو طبيب وعالم ورائد أعمال كويتي.

## السيرة الذاتية

### النشأة والتعليم
وُلد أحمد نبيل في دولة الكويت، وتلقى تعليمه المبكر ضمن برنامج حكومي يُعرف باسم "برنامج إثراء الطلبة المتفوقين". حصل لاحقًا على منحة دراسية لدراسة الطب في أيرلندا، إلا أنه أنهى درجة بكالوريوس الطب والجراحة (MBBCh) في القاهرة. بعد تخرجه عام 2015، قضى ثلاث سنوات في مستشفى الأميري بالكويت، ضمن برنامج تدريبي مشترك بين الكلية الملكية للجراحين في أيرلندا ووزارة الصحة الكويتية. لاحقًا التحق بكلية إمبريال كوليدج لندن، حيث حصل على درجة الماجستير في الابتكارات الجراحية، كما نال دبلومًا دراسيًا عاليًا في طب السمنة والجراحة الأيضية. ويواصل حاليًا دراسته لنيل درجة الدكتوراه في الجراحة والسرطان من إمبريال كوليدج لندن.

### المسيرة المهنية
ابتكر أحمد نبيل وطوّر تقنية آلية لتنظيف عدسة المنظار الجراحي والجراحة الروبوتية تُعرف باسم "Klens"، وذلك أثناء عمله كطبيب مقيم في الكويت. تقوم هذه التقنية بتنظيف عدسة المنظار خلال 0.4 إلى 0.8 ثانية، ما يُلغي الحاجة إلى سحب الكاميرا وتنظيفها يدويًا، ولها القدرة على تحسين أداء نحو 15 مليون عملية جراحية سنويًا.
في عام 2017، وصل نبيل إلى الأدوار النهائية من الموسم التاسع لبرنامج نجوم العلوم، حيث قدّم اختراعه "Klens"، وحصل على المركز الثاني. ومنذ ذلك الحين، تمت دعوته عدة مرات كعضو لجنة تحكيم ضيف في البرنامج.
وفي عام 2018، شارك في النسخة الأولى من "أكاديمية الابتكار العربية"، وهي فعالية لريادة الأعمال تنظمها حديقة العلوم والتكنولوجيا في قطر بالتعاون مع الأكاديمية الأوروبية للابتكار. قاد فريقًا طور من خلاله تطبيقًا لتنظيم الفعاليات يُدعى "GoGather"، وحاز الفريق على المركز الثاني. في العام نفسه، حصل نبيل على "جائزة المبتكر الشاب" من القمة العالمية للابتكار في الرعاية الصحية (WISH) لاختراعه. كما نال "جائزة أفضل اختراع" من الاتحاد الدولي لجمعيات المخترعين في جنيف، وجائزة الكويت للابتكار.
في أكتوبر 2019، اختارته مجلة "إم آي تي تكنولوجي ريفيو" ضمن قائمة "المبتكرون دون 35 عامًا" تقديرًا لاختراعه. وفي نفس العام، عين سفيرًا لرؤية الكويت 2035.
في عام 2021، طوّر نبيل برنامج "هيلث باس"، وهو نظام تتبع حالات التواصل للمساعدة في مكافحة جائحة كوفيد-19 بالكويت، يعتمد على الذكاء الاصطناعي والتحليل الوبائي في الوقت الفعلي للتنبؤ باتجاهات انتقال العدوى. كما سبق له أن طوّر تطبيقًا آخر يُعرف باسم "وين دربي"، يعمل على تجميع البيانات من المستخدمين لتقديم تحديثات مرورية مباشرة ومساعدة في تخطيط التنقل.
أُدرجت إنجازات أحمد نبيل ضمن المناهج الدراسية للغة العربية في جميع مدارس الكويت. وهو يقيم حاليًا في لندن، ويعمل طبيبًا وباحثًا في مستشفى سانت ماري، بالتعاون مع البروفيسور اللورد آرا دارزي والدكتور هوتان أشرفيان في إمبريال كوليدج لندن. يركز في أبحاثه على الطب الانتقالي، وجراحة السمنة، وتطبيقات الذكاء الاصطناعي في الرعاية الصحية.
في عام 2023، ألقى نبيل كلمة في مؤتمر تيد إن أرابيك بعنوان "هل تمثل وسائل التواصل الاجتماعي الرأي العام حقًا؟"، حيث قدّم من خلالها تطبيق "رأينا"، وهو منصة مصممة لقياس الرأي العام بدقة.

## الجوائز والتكريمات
- مبتكرو ما دون 35 عامًا – إم آي تي تكنولوجي ريفيو (2019)[11]
- جائزة سمو الأمير الشيخ صباح الأحمد الجابر الصباح للتميز الشبابي في المجال الصحي[12]
- جائزة المبتكر الشاب – القمة العالمية للابتكار في الرعاية الصحية (WISH)
- جائزة نجوم العلوم
- جائزة أكاديمية الابتكار العربية
- جائزة أفضل اختراع – الاتحاد الدولي لجمعيات المخترعين (IFIA)